# Бергман, Эрнст (философ)
Эрнст Бергман (нем. Ernst Bergmann; 7 августа 1881[…], Кольдиц, Лейпциг — 16 апреля 1945, Наумбург) — немецкий философ, сторонник национал-социализма.

## Биография
Родился в семье евангелистского пастора Эрнста Албина Бергмана и швейцарки Марии Луизы Линдер. Учился в школе святой Афры в Майсене, затем в гимназии в Дрездене-Нойшадте.
В 1902 году поступил в Лейпцигский университет, где изучал философию и немецкую филологию. В 1905 году получил степень доктора философии. Впоследствии продолжил учёбу в Берлине, затем вернулся в Лейпциг, где в 1911 году получил должность приват-доцента в Лейпцигском университете. В 1916 году был назначен на должность экстраординарного профессора.
В годы Первой мировой войны учился в лётном училище, однако на фронт не попал из-за крушения самолёта, после которого Бергман был признан негодным к службе.
Основным научным интересом Бергмана была религиозная философия с мистическими аспектами. Позже он вдохновился идеями Национал-социалистической немецкой рабочей партии и стал одним из видных ученых-пропагандистов её идеалов. Официально вступил в нацистскую партию в 1930 году. В 1932 году покинул Евангелическую церковь.
Его труды Die deutsche Nationalkirche («Немецкая национальная церковь») и Die natürliche Geistlehre («Естественная доктрина духа») в 1934 и 1937 году соответственно вошли в Индекс запрещённых книг, которые запрещались к чтению в римско-католической церкви под угрозой отлучения.
В своей работе по теологии Die 25 Thesen der Deutschreligion («Двадцать пять тезисов о германской религии») Бергман утверждал, что Ветхий Завет и часть Нового Завета непригодны для использования в Германии. По его мнению, Иисус имел «арийское» происхождения, а не принадлежал к евреям (см. Арийское христианство). Адольфа Гитлера Бергман описывал как нового Мессию.
После захвата Лейпцига в 1945 году силами союзников Эрнст Бергман покончил жизнь самоубийством.

### Семья
Состоял в браке с 1917 по 1921 год. Его женой была дочь еврейского адвоката, в браке родился сын Петер. Повторно женился в 1927 году на дочери лейпцигского книгоиздателя, исповедовавшей «германскую веру» (нем. Deutsche Glaubensbewegung).

## Сочинения
- Erkenntnisgeist und Muttergeist. Eine Soziosophie der Geschlechter, 1932.
- Die Deutsche Nationalkirche, 1933.
- Deutschland, das Bildungsland der neuen Menschheit. Eine nationalsozialistische Kulturphilosophie, 1933.
- Die 25 Thesen der Deutschreligion. Ein Katechismus, 1934.
- Die natürliche Geistlehre. System einer deutsch nordischen Weltsinndeutung, 1937.